# راندي غريغوري
راندي غريغوري (بالإنجليزية: Randy Gregory)‏ هو لاعب كرة قدم أمريكية أمريكي، ولد في 23 نوفمبر 1992 في جاكسونفيل في الولايات المتحدة.

## وصلات خارجية
- راندي غريغوري على موقع مرجع كرة القدم المحترفة.كوم (الإنجليزية)